# Storstockholms Diabetesförening
Storstockholms Diabetesförening (SSDF) är en patientförening som representerar cirka 5000 diabetiker och anhöriga inom hela Storstockholm.
SSDF:s syfte är att förändra samhället på områden viktiga för personer med diabetes och att främja och stärka den livsviktiga egenvården.
SSDF:s mål är att förbättra situationen för alla med diabetes i Stockholms län och att minska sjukdomens konsekvenser.
Det görs i huvudsak genom att:
- Påverka politiker, tjänstemän och vården
- Arrangera utbildningar i egenvård
- Sprida viktig information.

Verksamheten är omfattande och inkluderar bland annat:
- Kurser och föreläsningar till medlemmar
- Att påverka samhället, både på riks och landstingsnivå, och förbättra villkoren för personer med diabetes
- Utdelning av forskningsstipendium till en doktorand inom diabetesforskningen
- Finansiering av en doktorandtjänst vid Karolinska Institutet.
- Tidningen Leva med diabetes som utkommer 8 ggr/år och i 8000 exemplar. Tidningen distribueras till alla medlemmar och till de flesta vårdställen i länet.

## Historia
Storstockholms Diabetesförening, SSDF, bildades 1947. Det är Sveriges största diabetesförening. Föreningen har bland annat drivit igenom att alla med diabetes ska få regelbunden ögonbottenfotografering för att i tid upptäcka och kunna åtgärda komplikationer med synen.
Föreningen har varit en stark drivkraft bakom handlingsplanen för diabetesvård i Stockholms läns landsting som tillämpas i vården och sett till att den är en bra handlingsplan ur ett patientperspektiv och inte bara ur ett vårdperspektiv.

## DiOS, ny rikstäckande organisation för personer med diabetes
SSDF är en av initiativtagarna till den nya rikstäckande organisationen DiOS, Diabetesorganisationen i Sverige, som bildades i maj 2010.
DiOS verkar för en vidare och mer öppen syn på diabetes med fokus på det friska.
"–Det handlar om att lyfta blicken från det mer traditionella synsättet. Vi måste skapa förutsättningar för att personer med diabetes själva ska kunna styra sin sjukdom, snarare än att sjukdomen styr dem."